# Vlasta Brožová
Vlasta Brožová roz. Šourková (* 21. ledna 1936) je československá hráčka basketbalu. Je zařazena na čestné listině zasloužilých mistrů sportu.
Za basketbalové reprezentační družstvo Československa hrála celkem 91 utkání a má významný podíl na dosažených sportovních výsledcích. Zúčastnila se mistrovství světa v roce 1959 a třikrát mistrovství Evropy v basketbale žen, na nichž získala celkem 4 medaile, z toho stříbrnou za druhé místa na ME 1962 a tři bronzové medaile za třetí místa (MS 1959 a ME 1960, 1964). Reprezentační kariéru zakončila po Mistrovství Evropy v basketbale žen v roce 1964 v Budapešti (3. místo).
V československé basketbalové lize odehrála celkem 10 sezón, z toho první dvě sezóny za "B" tým Slovanu Praha Orbis a dalších osm sezón za "A" tým Slovan Orbis Praha, v nichž s týmem získala v ligové soutěži šestkrát titul mistra a jedenkrát vicemistra Československa.
S týmem Slovan Orbis Praha se zúčastnila 5 ročníků Poháru evropských mistrů v basketbale žen, dvakrát tým skončil v soutěži na druhém místě, když podlehl až ve finále (1961 proti Daugava Riga, 1963 proti Slavia Sofia) a třikrát se probojoval mezi čtyři nejlepší týmy a podlehl až v semifinále (1960 a 1962 s Daugava Riga, 1965 s týmem Slavia Sofia).,

## Sportovní kariéra
- Klub: celkem 7 medailových umístění, 6x mistryně Československa, 1x 2. místo
- 1956-1958 Slovan Praha Orbis "B": 7. místo (1957), 8. místo (1958)
- 1958-1965, 1971/1972 Slovan Orbis Praha, 6x 1. místo (1959 až 1962, 1964, 1965), 2. místo (1963), 10. místo (1972)
- od zavedení evidemce podrobných statistik ligových zápasů (v sezóně 1961/62) zaznamenala celkem 788 ligových bodů.
- Československo: 1958–1964 celkem 91 mezistátních zápasů, na MS a ME celkem 146 bodů ve 20 utkáních
- Mistrovství světa: 1959 Moskva (9 bodů /4 zápasy)
- Mistrovství Evropy: 1960 Sofia, Bulharsko (21 /4), 1962Mulhouse, Francie (47 /6), 1964 Budapest, Maďarsko (69 /6),na ME celkem 137 bodů v 16 zápasech
- úspěchy:
- Mistrovství světa v basketbalu žen: 3. místo (1959)
- Mistrovství Evropy v basketbale žen: 2. místo (1962), 2x 3. místo (1960, 1964)
- FIBA Pohár evropských mistrů v basketbale žen, 2x 2. místo (1961, 1963), 3x v semifinále (1960, 1962, 1965)